# 伊豆急行3000系電車

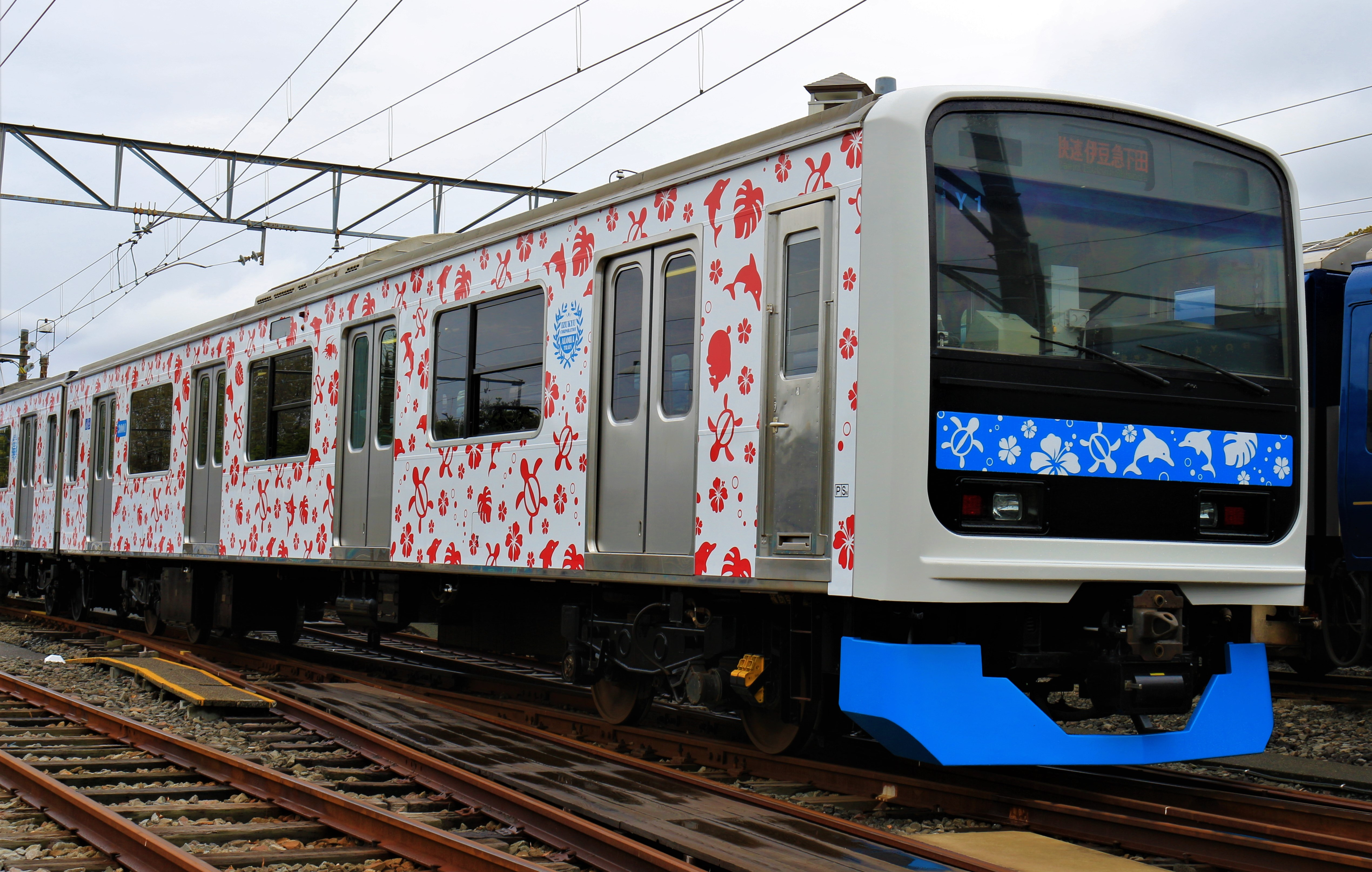
青系カラー側の先頭車

伊豆急行3000系電車（いずきゅうこう3000けいでんしゃ）は、伊豆急行が保有する電車。愛称は「アロハ電車」。

## 概要
老朽化した8000系を置き換えるため、JR東日本から余剰となった房総地区の209系2100番台（元京浜東北線・根岸線0番台）を譲受して再改造した車両である。種車は6両編成であったが、これを4両に短縮している。
209系2100番台を譲受した理由としては、以下の理由が挙げられている。
- 相互直通運転を行っているJR東日本の車両であること
- VVVFインバータ制御であり、性能向上によるコスト削減が期待できること
- トイレ・セミクロスシート・電気連結器・車内案内表示器が京浜東北線からの転用時にすでに設置されており、導入に際し大掛かりな再改造が不要なこと
- JR東日本時代に機器更新を受けており、長期間の運用が可能なこと

209系2100番台の譲受に際しては、元々「寿命半分」とのコンセプトで製造されたうえ、房総地区での運用で塩害が懸念されたが、譲受した2編成はいずれも車体の状態が良好であり、長期間の運用に耐えられるとの判断がなされている（ただし「寿命半分」は“既存車両の半分の年数で壊れる”などの意味ではない）。
なお、本系列の導入により8000系2編成6両が運用離脱している。

## 改造内容
先述したように伊豆急行線での運用に必要な設備をすでに備えている状態の車両を選んで譲受したため、再改造は今井浜海岸駅で使用するドアカット装置の追加など、最低限にとどまっている。
外観は「観光路線を走るにあたり、少しでも非日常を味わってもらう」ことをコンセプトに、2100系登場時の塗装を範とした海側が赤系・山側が青系のラッピングとされ、ウミガメ柄があしらわれた。また、車両前面は伊豆急下田方が赤・伊東方が青とされ、スカートにも塗装がなされている。
内装は基本的にJR時代のままであるが、車内の掲示物などが変更され、ドアには1両につき4枚沿線の海岸風景のラッピングがなされた。また、側面窓上の広告枠には、本系列の車歴を紹介するポスターが掲示された。

### 編成
編成と新旧の車両番号対照は下表の通り。括弧内は房総地区及び京浜東北線時代の番号。
|      |                                | ← 伊東・熱海伊豆急下田 →   |                            |                            |                            |
| 形式 | 形式                           | クハ3000 （Tc）            | ◇ モハ3100 （M）           | モハ3200 （M'）            | クハ3050 （Tc）            |
| 編成 | Y1編成 （元マリC609 ← ウラ47） | 3001 （クハ209-2109 ← 48） | 3101 （モハ209-2118 ← 96） | 3201 （モハ208-2118 ← 96） | 3051 （クハ208-2109 ← 48） |
| 編成 | Y2編成 （元マリC601 ← ウラ25） | 3002 （クハ209-2101 ← 26） | 3102 （モハ209-2102 ← 52） | 3202 （モハ208-2102 ← 52） | 3052 （クハ208-2101 ← 26） |

- モハ3200の伊豆急下田寄りにはトイレが設置されている。
- モハ3100は弱冷房車。
- 上記の他にC609編成で4・5号車として連結されていたモハ209・208-2117のユニット2両も部品取り車両として譲渡され、帯を剥がされた後に伊豆高原駅の側線に2100系サロ2182（黒船電車・ロイヤルボックス車両）と並んで留置されている。

## 運用
2022年4月30日から伊豆急行線にて定期運行を開始した。当初は伊豆急行線内のみの運用であったが、同年6月13日よりJR伊東線への乗り入れ運用が開始された。
また、本系列は2編成を併結した8両編成での運用を前提に導入されたが、当初は併結を行わず、4両編成単独での運用が組まれていた。